# 屯門新墟

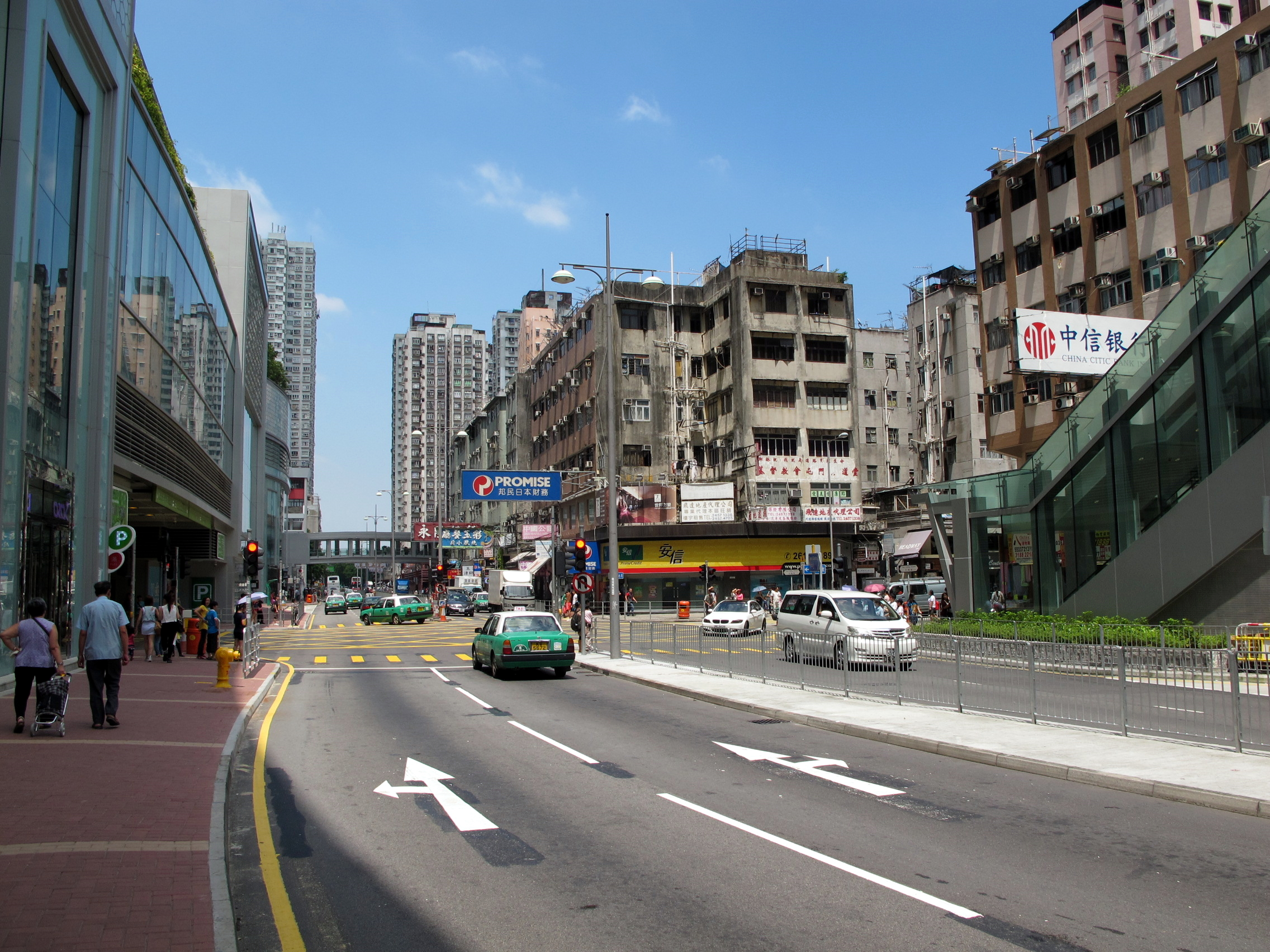
屯門新墟

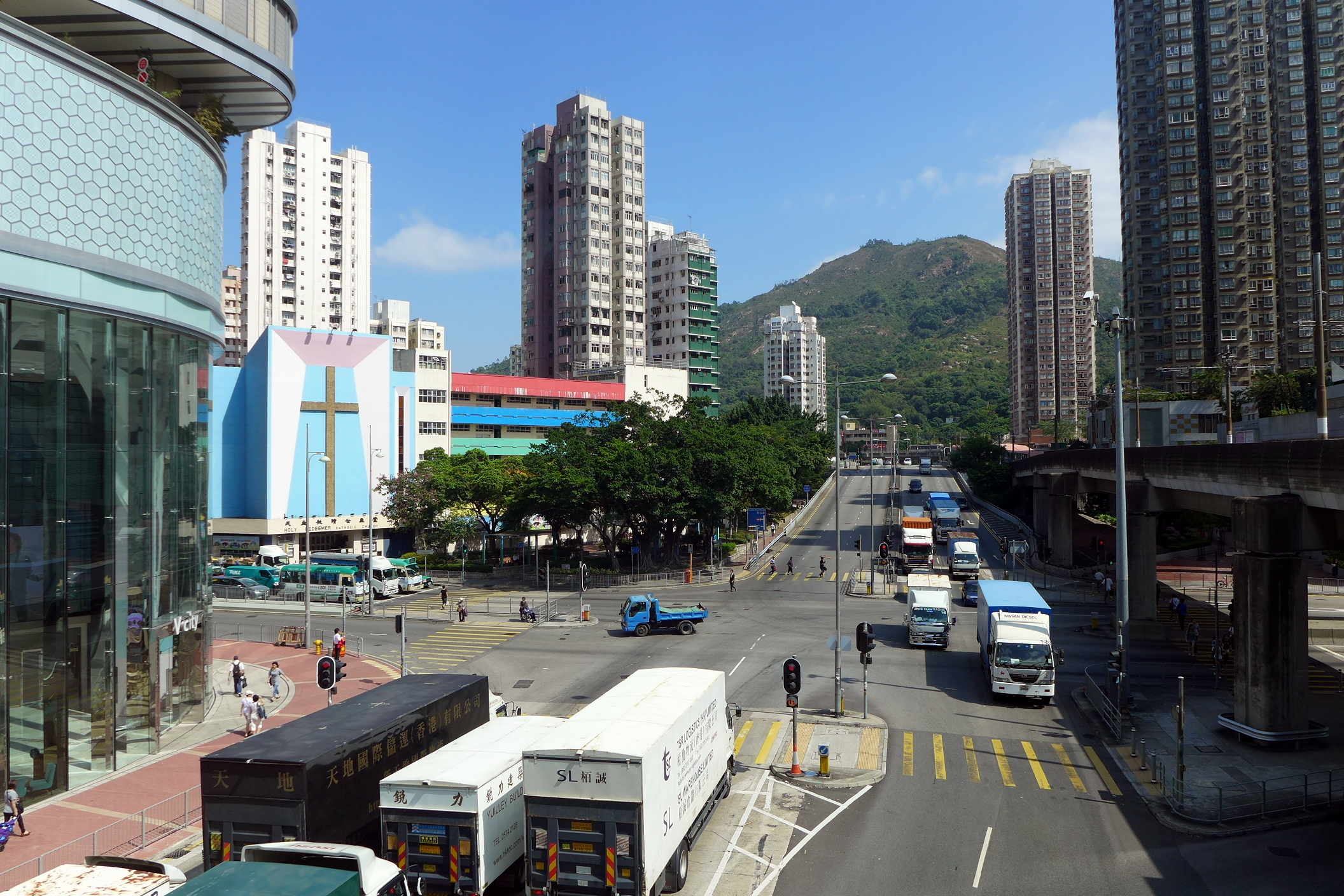
左為屯門新墟，右為屯門市中心，中間為杯渡路

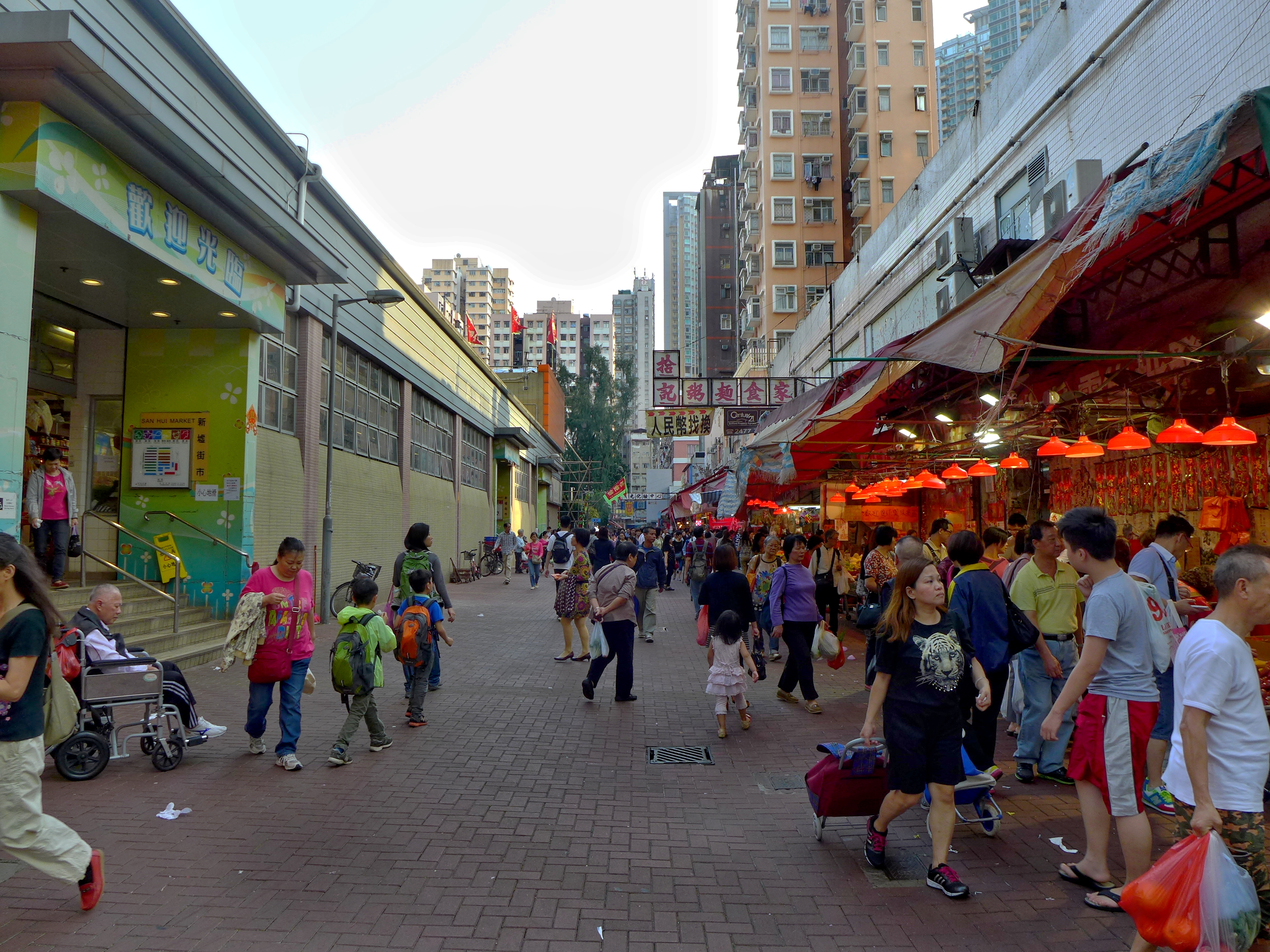
新墟的商店以藥房及濕貨為主，左方為新墟街市

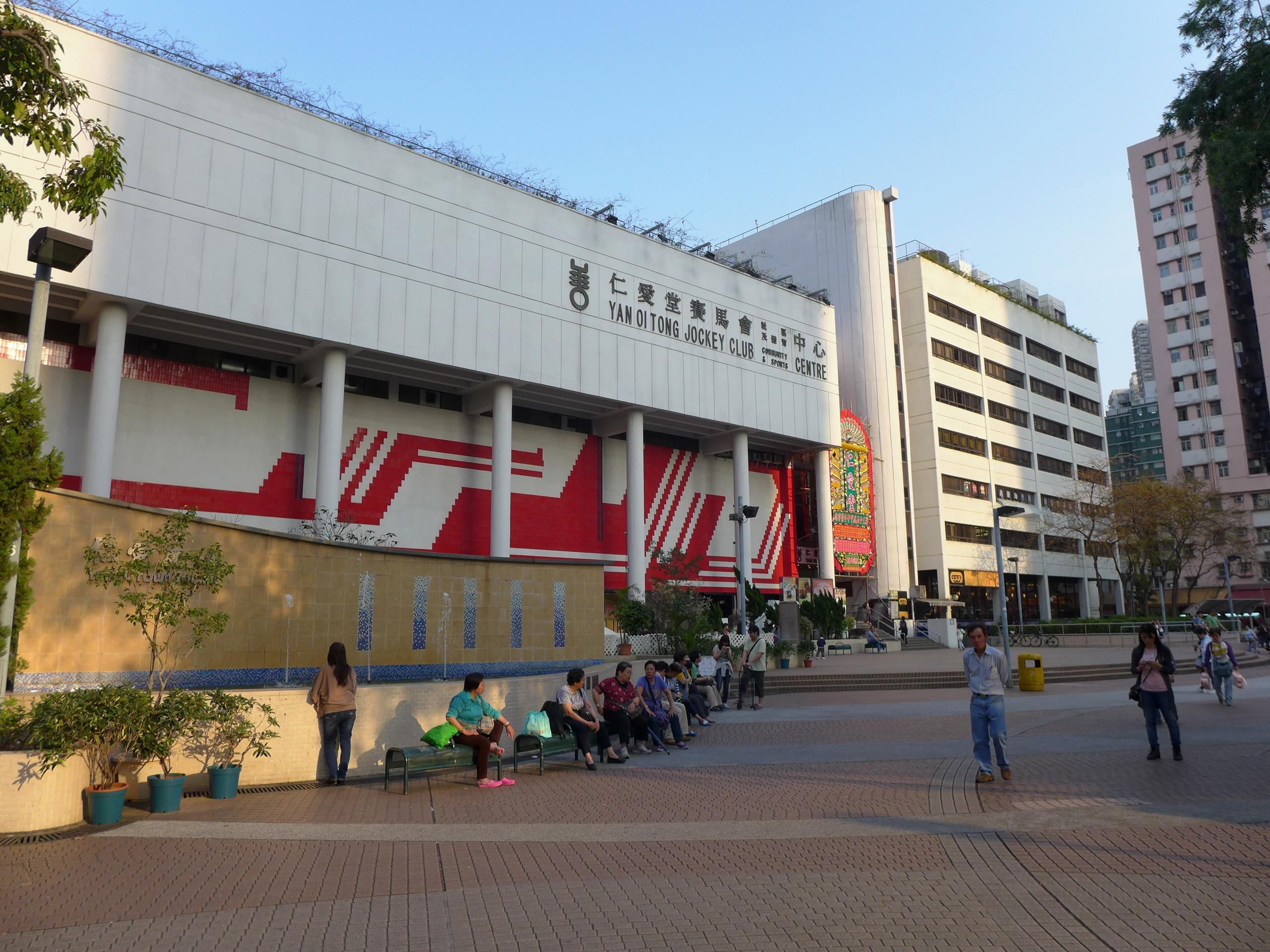
仁愛堂賽馬會社區及體育中心

屯門新墟（英語：Tuen Mun San Hui）是香港新界屯門區的商住混合區，位於屯門河以東及青山公路之間。屯門新墟與鄰近的新墟村其實有一段距離，所以一般屯門居民所指的新墟為屯門新墟商業區，即育康街以南、杯渡路以北及屯門河以東，而非新墟村。
屯門新墟以南為屯門市中心（以杯渡路分隔，但由於輕鐵杯渡路東段為架空路段，故地面有行人路連接）、再往北為紅橋一帶；三者連貫成屯門最大的商業購物區。

## 歷史
新墟位於屯門河谷南面與青山灣交接的濱海地帶，最初由宋、賴、許三家開村，後來雜居各村各姓人氏，是名副其實的「百家村」。
1899年，英國人進佔新界時，屯門只有大約250人，主要集中在屯門舊墟，以捕魚、耕種為生。同年5月，屯門歸屬元朗約。1900年，屯門新墟開始發展為一個市集。民國時期，曾經有宋、賴、許、陶、鄧幾家集資興建「同慶堂」，作為公家物業供村民辦理各種祭祀和喜慶活動。因為鄰近青山公路元朗屯門段（1914年通車）及青山灣，新墟得水陸兩路的地利，一直是舊屯門的商業活動中心，是屯門少有的商業村。屯門河谷各村以至龍鼓灘、掃管笏、等地人氏經常聚集於新墟從事買賣。直至二十世紀中期，新墟仍然是屯門一帶地方最重要的市集。屯門第一所銀行於新墟擇地開業，足見新墟商業地位之高。
新墟曾於抗日戰爭期間興辦義學，由寄讀於青山灣梁園的廣州嶺南大學附屬中學的學生任教，新墟於1960年代開始重新發展，1980年代受政府發展屯門新市鎮影響，將「新墟村」遷往青山公路何福堂側現址。

## 特色及現況
屯門新墟主要由1960-70年代興建的唐樓及單幢式洋樓羣組成；外圍有少數在1980年代入伙的新型私人住宅屋苑，包括長實興建的雅都花園及華懋集團發展興建的康利中心和康麗花園等。大部份唐樓地下為商店，所以形成小型商業區域。加上新墟街市及一帶相關的食店群，成為屯門區內大型墟市之一，亦是屯門除市中心外重要商業區。
而雅都花園及康麗花園基座均設小商店及小型戲院，為年青人的好去處。康利中心基座則設Neway卡拉OK。
2013年起，V city未開幕，新墟附近的舊區小店已出現轉變。對正商場天橋入口的明偉大樓，近街口的三個相連舖位已丟空。在屯門新墟經營士多的鄧先生指，業主因應新商場開幕，近期已拒絕舊租戶續租，幸好自己租用的舖位由親人擁有，才免於結業。而新墟的地面街市一直以價廉物美為名，吸引不少街坊購物。居民擔心扯高物價，最終得不償失。而附近開業三十多年的彩玉餐廳因「瓏門效應」升值多倍，決定結業收租。而新墟近年亦開設多間藥房，以滿足自由行需要。
而屬區內交通命脈的屯門鄉事會路車流亦與日俱增，同時亦衍生違泊與交通擠塞問題。現時屯門鄉事會路近鹿苑街一帶雖已設立限時禁區，惟因車位不足，不少車輛皆無視禁區限制違例泊車，令附近的十字路口遭嚴重堵塞。
後來，雅都商場中的一小型美食廣場-GoGo Mall 開幕，使該區人流增加。

## 近年發展
新墟部份唐樓早年已被發展商收購，正等待重建，鹿苑街旁為新世界發展持有的住宅項目「天生樓」，不過在2012年起停工，2016年中復工，提供100伙單位。
而屯門仁政街停車場「蚊型地」將可建127伙單位，區內居民及議員質疑地皮面積極細及新墟環境擠迫，無必要用作建屋，再加建住宅會令交通、環境惡化。不過規劃署表示不反對該申請。資本策略於2014年8月以4.27億元擊退26間財團，奪得限量地，樓面呎價達5,307元，媲美啟德市區限量地，比估值上限高近18%。
2018年4月中，仁愛堂向城規會申請將仁愛廣場興建21層高的醫療服務中心及青年宿舍綜合大樓，包括4層護養院、10層青年宿舍、醫療服務中心及社會福利設施等，並表示整體規劃將可保留約六成空間供公眾使用。由於附近居民反對，計劃現已擱置。

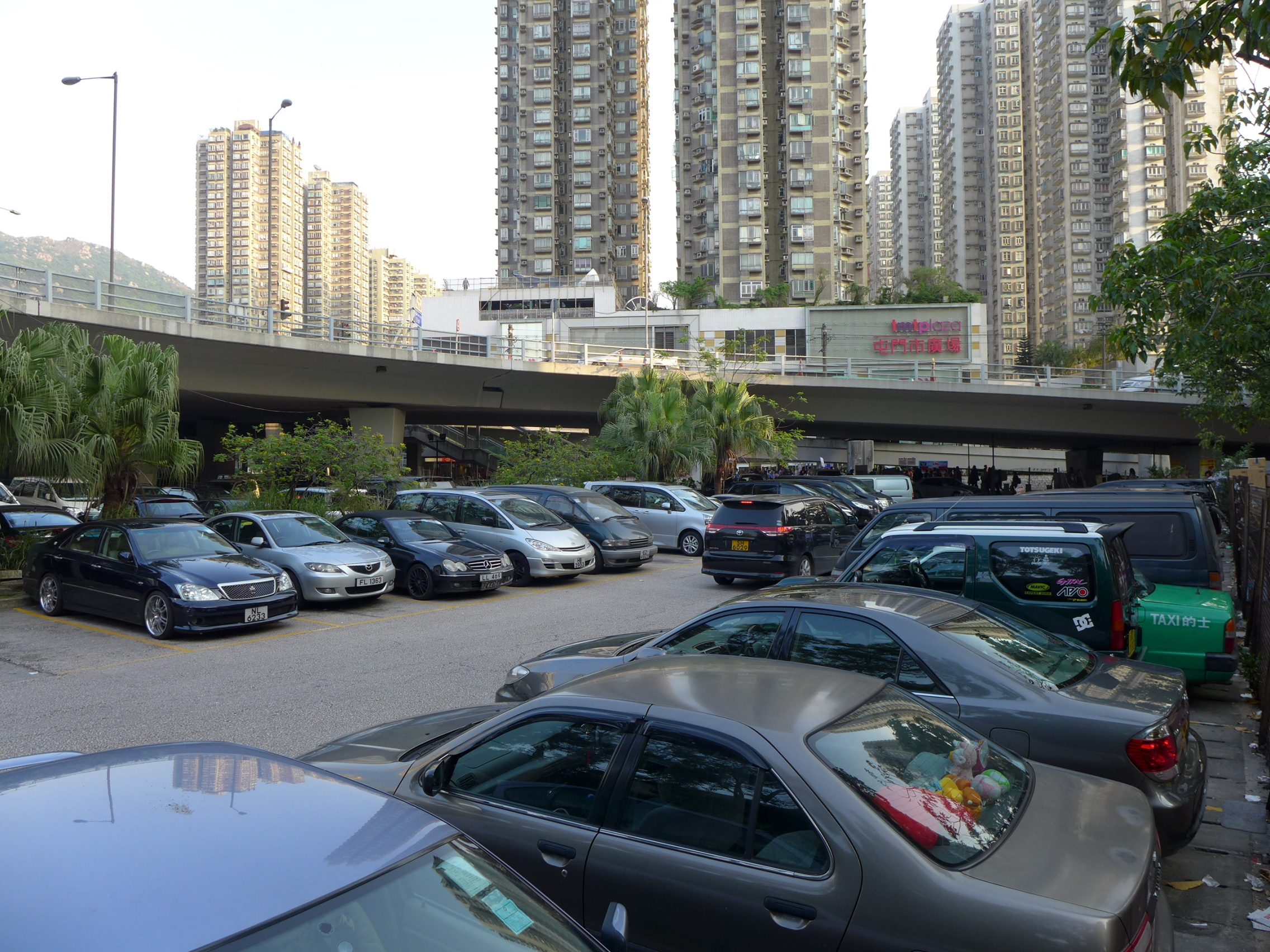
仁政街停車場「蚊型地」城·點由資本策略持有，可建204伙單位（2014年4月）
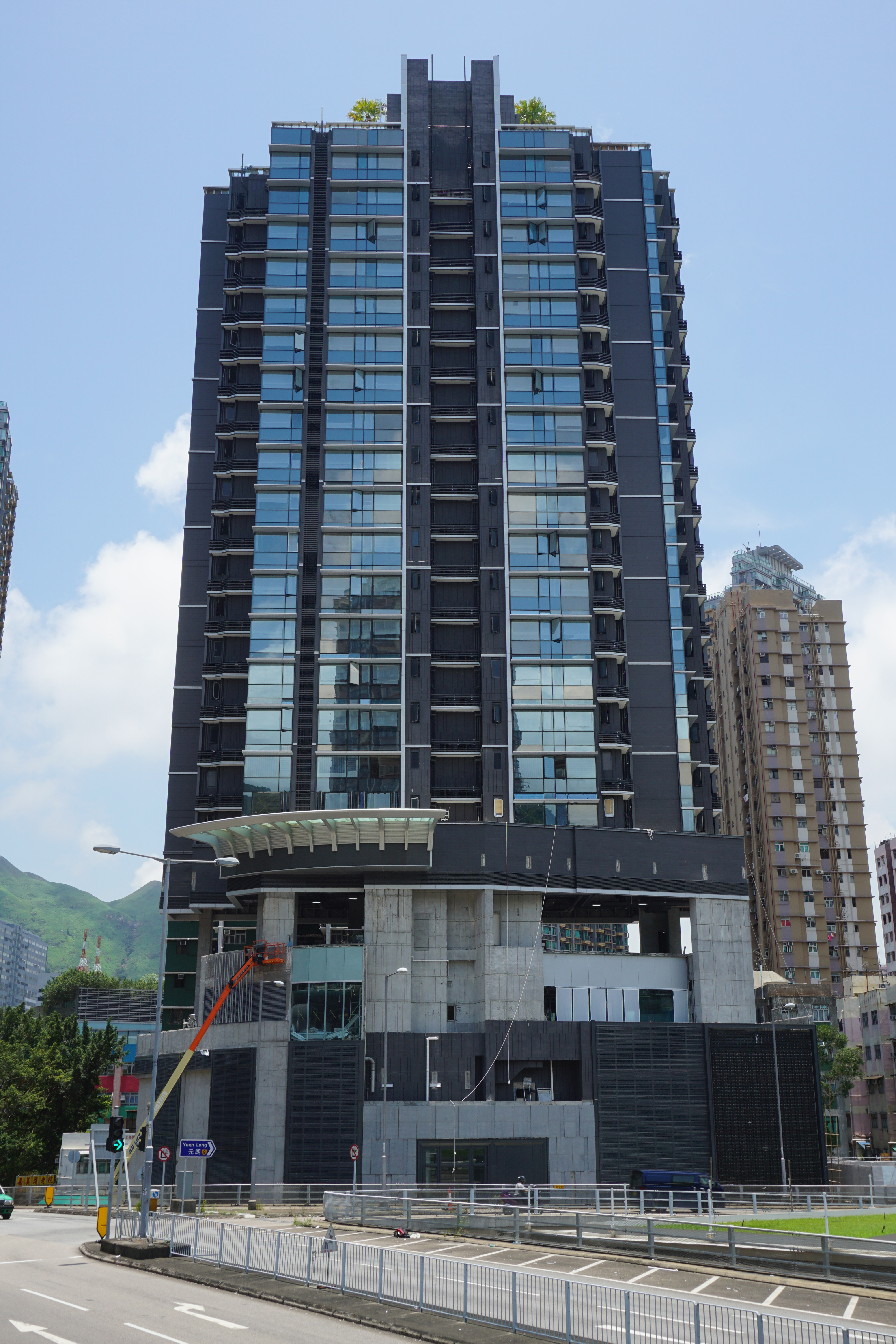
城·點

## 區議會議席分佈
由於紅橋與新墟以由同一條公路及輕鐵連貫，為方便比較，以下列表以屯門河以東杯渡路以北的屯門公路、青山公路－新墟段沿線地區為範圍。
| 範圍／年度                                             | 2000-2003                      | 2004-2007                      | 2008-2011                      | 2012-2015                      | 2016-2019                      | 2020-2023                      | 2024-2027  |
| ------------------------------------------------------ | ------------------------------ | ------------------------------ | ------------------------------ | ------------------------------ | ------------------------------ | ------------------------------ | ---------- |
| 杯渡路以北、青賢街以南、屯門公路以西                   | 分散在屯門市中心選區及新墟選區 | 分散在屯門市中心選區及新墟選區 | 分散在屯門市中心選區及新墟選區 | 分散在屯門市中心選區及新墟選區 | 分散在屯門市中心選區及新墟選區 | 分散在屯門市中心選區及新墟選區 | 屯門東選區 |
| 青山公路自青山灣段交界起新墟段沿線至井財街、新秀街交界 | 新墟選區                       | 新墟選區                       | 新墟選區                       | 新墟選區                       | 新墟選區                       | 新墟選區                       | 屯門東選區 |
| 青山公路－新墟段自井財街、新秀街交界起至嶺南段交界     | 景峰選區                       | 景峰選區                       | 景峰選區                       | 景峰選區                       | 景峰選區                       | 景峰選區                       | 屯門北選區 |

註：以上主要範圍尚有其他細微調整（包括編號），請參閱有關區議會選舉選區分界地圖及條目。

## 道路

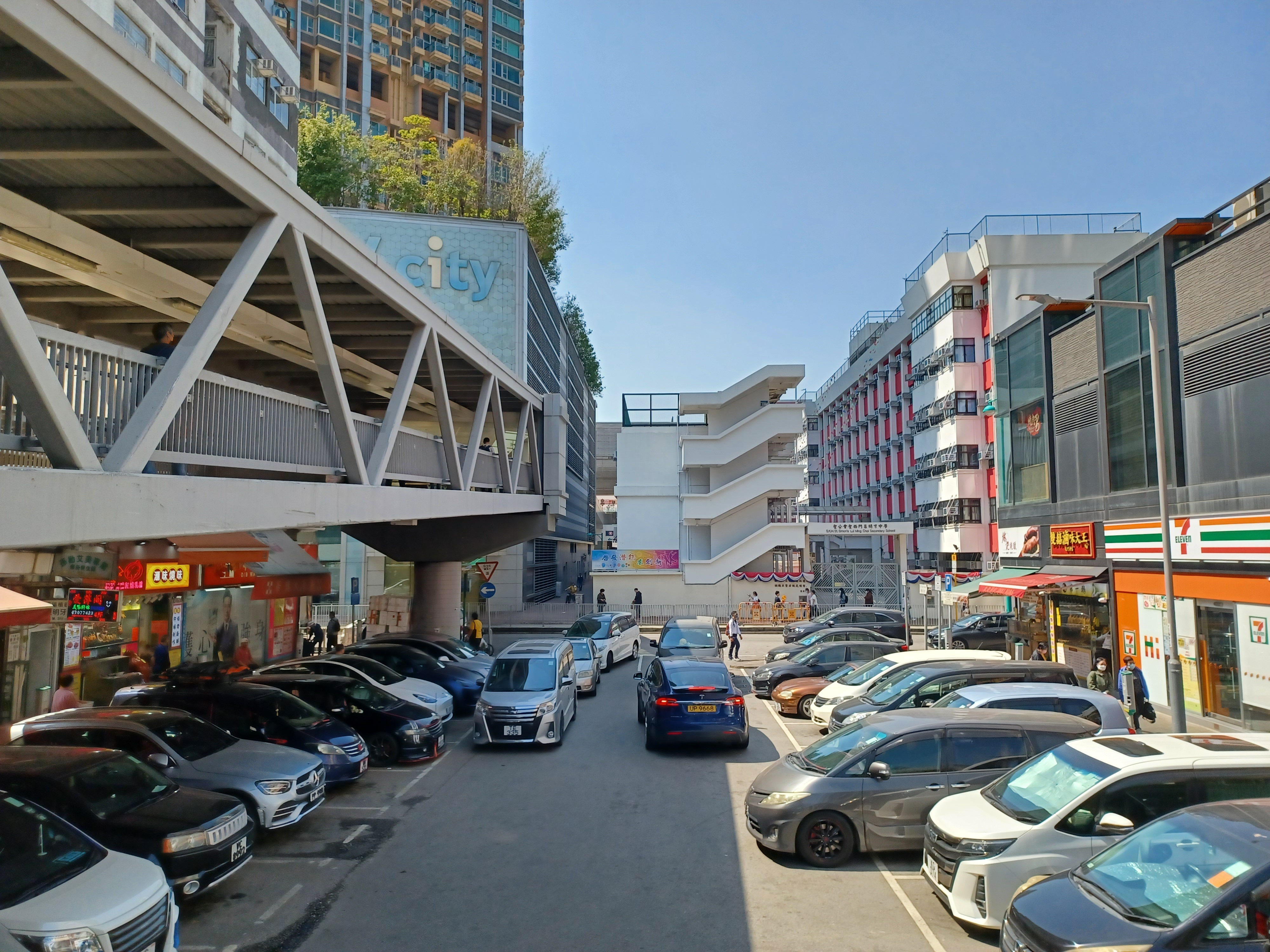
鹿苑街

- 杯渡路
- 屯門鄉事會路
- 仁政街
- 河傍街
- 鹿苑街
- 青賢街
- 新青街
- 育康街
- 蔡意橋路

## 區內主要建築

### 學校
- 仁愛堂劉皇發幼稚園暨幼兒園 （页面存档备份，存于）
- 青山天主教小學
- 聖公會聖西門呂明才中學

### 其他
- 屯門新墟街市
- 屯門鄉事委員會
- 屯門診所
- 萬寶樓
- 蔡意橋
- 仁愛堂
- 仁愛廣場
- 雅都花園
- 康麗花園
- 瓏門
- V city

## 已清拆主要建築
- 新發邨：因興建港鐵屯門站而要拆卸；現為瓏門及 V city 購物商場
- 屯門遊樂場：位於新發邨旁邊，亦因興建屯門站而要拆卸，現同樣成為瓏門及 V city 一部份。新墟球場昔日為區內主要休憩公園之一，亦是每年屯門年宵市場舉辦地點；年宵市場現改為於屯門舊墟旁空地（天后廟廣場）舉行

## 相關命名
- 青山公路－新墟段
- 輕鐵新墟站

## 另見
- 紅橋 (香港)
- 新墟村
- 舊墟村
- 屯門舊墟
- 三聖墟